# Campionato italiano assoluto di dama internazionale 2023
Il Campionato italiano assoluto 2023 è l'59ª edizione del Campionato italiano di dama internazionale, organizzato dalla Federazione Italiana Dama. Il torneo si è svolto a Chianciano Terme tra il 10 luglio e il 16 luglio 2023, all'Hotel Capitol.

## Formula
I 10 partecipanti si sono sfidati in un girone all'italiana di sola andata, per un totale di 9 round.
La cadenza stabilita per le partite è di 80 minuti, con aggiunta di 60 secondi di incremento a mossa da mossa 1.
L'arbitro del torneo è Alessio Mecca.

## Torneo

### Partecipanti
Alla finale hanno partecipato dieci giocatori. Tra di loro figuravano un maestro internazionale e quattro maestri.
| Nr. | Giocatore             | Punteggio ELO |
| --- | --------------------- | ------------- |
| 1   | MI Alessio Scaggiante | 2263          |
| 2   | MF Roberto Tovagliaro | 2135          |
| 3   | MF Daniele Bertè      | 2131          |
| 4   | Gabriele D'Amora      | 2130          |
| 5   | MF Luca Lorusso       | 2118          |
| 6   | MF Walter Moscato     | 2107          |
| 7   | Michele Lucci         | 2053          |
| 8   | Roberto Senesi        | 2033          |
| 9   | Matteo Fortunato      | 2033          |
| 10  | Emanuele Danese       | 2002          |

### Classifica
Il torneo è stato vinto da Alessio Scaggiante, favorito della vigilia, che si è riconfermato campione vincendo il suo quarto titolo alla quinta partecipazione.
| #  | Giocatore          | Elo  | 1 | 2 | 3 | 4 | 5 | 6 | 7 | 8 | 9 | 10 | Totale |
| -- | ------------------ | ---- | - | - | - | - | - | - | - | - | - | -- | ------ |
| 1  | Alessio Scaggiante | 2263 |   | 1 | 2 | 1 | 2 | 2 | 1 | 1 | 1 | 2  | 13     |
| 2  | Gabriele D'amora   | 2130 | 1 |   | 1 | 2 | 0 | 2 | 1 | 1 | 1 | 2  | 11     |
| 3  | Matteo Fortunato   | 2033 | 0 | 1 |   | 1 | 0 | 2 | 2 | 2 | 1 | 1  | 10     |
| 4  | Luca Lorusso       | 2118 | 1 | 0 | 1 |   | 2 | 1 | 1 | 1 | 1 | 1  | 9      |
| 5  | Emanuele Danese    | 2002 | 0 | 2 | 2 | 0 |   | 0 | 1 | 0 | 2 | 2  | 9      |
| 6  | Walter Moscato     | 2107 | 0 | 0 | 0 | 1 | 2 |   | 1 | 2 | 1 | 2  | 9      |
| 7  | Daniele Bertè      | 2131 | 1 | 1 | 0 | 1 | 2 | 1 |   | 2 | 1 | 0  | 8      |
| 8  | Roberto Tovagliaro | 2135 | 1 | 1 | 0 | 1 | 1 | 0 | 1 |   | 2 | 1  | 8      |
| 9  | Michele Lucci      | 2053 | 1 | 1 | 1 | 1 | 0 | 1 | 1 | 0 |   | 2  | 8      |
| 10 | Roberto Senesi     | 2033 | 0 | 0 | 1 | 1 | 0 | 0 | 2 | 1 | 0 |    | 5      |